# Colobothea subtessellata
Colobothea subtessellata là một loài bọ cánh cứng trong họ Cerambycidae.